# Almási János (játékvezető)
Almási János (Szolnok, 1925. május 20. – 2000. október 13.) magyar nemzetközi  labdarúgó-játékvezető. Polgári foglalkozása: üzemlakatos.

## Pályafutása

### Labdarúgóként
Fiatalon ismerkedett meg a labdarúgással. 1939–1953 között kapusként tevékenykedett a Szolnoki MÁV FC csapataiban. 1946-ban igazolták az NB I-es csapatba, ahol 5 alkalommal védhetett. Az 1948-as NB II-es bajnoki idényben az egyik legjobban szereplő játékos. Egy súlyos porcműtét miatt 1953-ban befejezte játékos pályafutását.

### Nemzeti játékvezetés
Játékvezetésből Szolnokon vizsgázott. Vizsgáját követően a Jász-Nagykun-Szolnok megyei Labdarúgó-szövetség által üzemeltetett labdarúgó bajnokságokban kezdte sportszolgálatát*[forrás?]. A Magyar Labdarúgó-szövetség Játékvezető Bizottságának (JB) minősítésével NB II-es, majd 1963-tól a NB I-es játékvezető. Küldési gyakorlat szerint rendszeres partbírói szolgálatot is végzett. A nemzeti játékvezetéstől 1971-ben visszavonult. NB I-es mérkőzéseinek száma: 56.
| Időpont            | Helyszín                    | Mérkőzés típusa             | Mérkőzés              | Eredmény | Nézők száma |
| ------------------ | --------------------------- | --------------------------- | --------------------- | -------- | ----------- |
| 1963. augusztus 28 | Béke téri stadion, Budapest | első NB I-es mérkőzése      | Csepel–Szegedi EAC    | 0 – 1    | 8000        |
| 1971. június 13.   | Városi Stadion, Pécs        | utolsó NB. I-es találkozója | Pécsi MSC–Szegedi EOL | 2 – 1    | 1500        |

#### Nemzetközi játékvezetés
A Magyar Labdarúgó-szövetség JB terjesztette fel nemzetközi játékvezetőnek, a Nemzetközi Labdarúgó-szövetség (FIFA) 1969-től tartotta nyilván bírói keretében. Több nemzetek közötti válogatott és klubmérkőzésen működő társának partbíróként segített. A  nemzetközi játékvezetéstől 1971-ben búcsúzott. Válogatott mérkőzéseinek száma: 0.

## Sportvezetőként
A Jász-Nagykun-Szolnok Megyei Labdarúgó-szövetség JB elnöke, megyei és országos ellenőr.

## Szakmai sikerek
A Jász-Nagykun-Szolnok Megyei Labdarúgó-szövetség JB Almási Jánosról elnevezett díjjal (35 év felett) jutalmazza a megyei Év Játékvezetője címre érdemes sportembereket.

### Külső hivatkozások
- Almási János. World Referee. [2015. december 24-i dátummal az eredetiből archiválva]. (Hozzáférés: 2015. december 12.)
- Almási János. tempofradi.hu. (Hozzáférés: 2015. december 12.)
- Almási János. szolnokimavse.hu. (Hozzáférés: 2015. december 12.)
- Almási János. szoljon.hu. [2015. december 23-i dátummal az eredetiből archiválva]. (Hozzáférés: 2015. december 12.)
- Almási János. szoljon.hu. [2015. december 23-i dátummal az eredetiből archiválva]. (Hozzáférés: 2015. december 12.)
- Almási János. nela.hu. (Hozzáférés: 2015. december 12.)
- Almási János. focibiro.hu (Hozzáférés: 2021. október 23.)
- Almási János. magyarfutball.hu (Hozzáférés: 2021. október 23.)